# 차효심
차효심(1994년생~)은 조선민주주의인민공화국의 탁구 선수다. 2016년 말레이시아 쿠알라룸푸르 세계선수권대회에서 리명순, 리미경, 김송이와 함께 단체 동메달을 획득하였다.

## 수상
- 2018 코리아오픈 혼합복식 우승